# Madingo-Kayes
Madingo-Kayes è un centro abitato della Repubblica del Congo, situato nella regione di Kouilou e capoluogo dell'omonimo distretto.